# La Collégienne en folie
Pour plus de détails, voir Fiche technique et Distribution.
La Collégienne en folie (La Revue du collège en Belgique, titre original : She's Working Her Way Through College) est un film musical américain réalisé par H. Bruce Humberstone, sorti en 1952.

## Fiche technique
- Titre français : La Collégienne en folie
- Titre original : She's Working Her Way Through College
- Réalisation : H. Bruce Humberstone
- Assistant réalisateur : Don Alvarado (non crédité)
- Scénario : Peter Milne d'après une pièce de James Thurber et Elliott Nugent
- Production : William Jacobs
- Société de production et de distribution : Warner Bros. Pictures
- Direction musicale : Ray Heindorf
- Chorégraphie : LeRoy Prinz
- Photographie : Wilfred M. Cline
- Montage : Clarence Kolster
- Direction artistique : Charles H. Clarke
- Décorateur de plateau : G.W. Berntsen
- Costumes : Marjorie Best et Travilla
- Pays de production : États-Unis
- Format : Couleurs (Technicolor) - 35 mm - 1,37:1 - Son : Mono (RCA Sound System)
- Genre : Film musical
- Durée : 104 minutes
- Dates de sortie : 
  - États-Unis : 9 juillet 1952 (New York), 12 juillet 1952 (sortie nationale)
  - France : 23 décembre 1953

## Distribution
- Virginia Mayo : Angela Gardner / 'Hot Garters Gertie'
- Ronald Reagan : Professeur John Palmer
- Gene Nelson : Don Weston
- Don DeFore : Shep Slade
- Phyllis Thaxter : Helen Palmer
- Patrice Wymore : 'Poison' Ivy Williams
- Roland Winters : Fred Copeland
- Raymond Greenleaf : Dean Rogers
- Ginger Crowley : Lonnie
- Norman Bartold : 'Tiny' Gordon